# 1649 en droit

## Évènements

### Janvier
- 1er janvier
  -  Tsarat de Russie
    - Entrée en vigueur du Oulojénié.